# Calamoncosis aenescens
Calamoncosis aenescens är en tvåvingeart som först beskrevs av Becker 1916.  Calamoncosis aenescens ingår i släktet Calamoncosis och familjen fritflugor.
Artens utbredningsområde är Uganda. Inga underarter finns listade i Catalogue of Life.